# تشخیص عامل
تشخیص عامل یا فرض عامل هوشمند (به انگلیسی: Agent detection) تمایل حیوانات و انسان‌هاست به این که فرض کنند در موقعیت‌هایی که آن‌ها حضور دارند یک عامل هوشمند، به‌طور هدفمند مداخله داشته است.

## خاستگاه تکاملی
باور بر این است که انسان‌ها «فرض عامل هوشمند» را به‌عنوان یک استراتژی برای زنده‌ماندن رشد داده‌اند. استراتژیِ «دفعِ خطرِ احتمالی، واجب است». در موقعیت‌هایی که شخص در آن از حضور یک عامل هوشمند مثلاً یک دشمن یا یک موجود خطرناک مطمئن نیست، احتیاط حکم می‌کند برای زنده‌ماندن حضور چنین موجودی را مفروض بگیرد. برای مثال، اگر انسانی با ردپایی روی زمین مواجه شد که ممکن است ردپای شیر باشد، به سود اوست که احتیاط کند و چنین فرض بگیرد که واقعاً شیری در این مکان حضور دارد.
کورت گرِی و دنیل وِنجر در این باره نوشته‌اند:
خطر بالای به‌کارنبردن «فرض عامل هوشمند» و هزینه پایین تشخیص اشتباه در آن باعث شده است محققان پیشنهاد دهند که انسان‌ها یک «بخش بیش‌فعّال فرض عامل هوشمند» دارند، یک بخش شناختی که به‌سرعت رویدادهای محیط را به رفتار عوامل زنده نسبت می‌دهد.
دفعِ خطرِ احتمالی می‌تواند شانس بقا و سلامت جانداران را افزایش دهد. بنابر نظریه‌ی تشخیصِ اِخطار:
|              | واکنش به اخطار                                      | عدم واکنش به اخطار      |
| ------------ | --------------------------------------------------- | ----------------------- |
| اخطارِ درست   | دفع خطر (تصمیم درست)                                | آسیب‌دیدن (خطای نوع اول) |
| اخطار نادرست | مثبت کاذب (خطای نوع دوم؛ الزاما آسیبی هم وارد نشده) | تردیدِ صحیح (تصمیم درست) |

بسیاری از جانوران در راستای اجتناب از شکارشدن یا شکارکردن حیوانات دیگر، تشخیص عامل را از خود بروز می‌دهند. یک جانور باید بتواند تمایلِ جاندارِ مقابل را مشاهده و تفسیر کند و تصمیم بگیرد که آیا در برابر تهدیدِ او فرار کند یا مقاومت کند. اغلبِ پاسخ‌ها جنبه‌ی غریزی دارند. با این حال، انسان‌ها و دیگر نخستی‌ها می‌توانند برای تحلیل بهتر نظریه‌پردازی کنند و عواملِ گسترده‌تری را در تفسیرِ خود دخیل کنند. انسان‌ها به طور خاص نیّات خود را به عواملی نسبت می‌دهند تا باورها و عقاید و احساساتی را از آن‌ها استنتاج کنند و این حرکت شامل دو مرحله است:
1. یک عمل پس از یک تشخیصِ عاملِ شدید انجام می‌شود.[پاورقی ۱]
2. پس از انجام و شناخت عمل، انتساب و تشخیصِ عامل برای درک و توجیهِ باورها، خواسته‌ها و نیاتِ پُشتِ عملِ مذکور انجام می‌شود.[پاورقی ۲]
  - مرحله دوم بیانگر ذهنیت‌سازی (Mentalization) به ویژه در انسان‌هااست.

## نقش در دین
تشخیص عامل تمایل حیوانات، از جمله انسان، به فرض مداخله هدفمند یک عامل هوشیار یا باهوش است. تشخیص عامل به این استنباط اشاره دارد که رویدادهای مشاهده شده در محیط به‌طور عمدی توسط دیگران ایجاد می‌شوند. ابتدا یک عامل تشخیص داده می‌شود و سپس حالت‌های ذهنی مانند باورها، احساسات و نیات به عاملی که تشخیص داده می‌شود، نسبت داده می‌شود.
دانشمندان بر این باورند که اعتقاد به خدایان کنشگر یک محصول فرعی فرگشتی تشخیص عامل است و می‌توان آن را یک اسپندرال (زیست‌شناسی) در نظر گرفت، که یک صفت غیر انطباقی است که به‌عنوان عارضه جانبی یک صفت تطبیقی شکل می‌گیرد.
ویژگی روان‌شناختی مورد بحث این است که «اگر صدای شکستن یک شاخه را در جنگل بشنوید، احتمالاً یک نیرو یا عامل پشت آن است»، که منجر به عکس‌العمل و اجتناب نخستی‌سانان از شکارچیان احتمالی که به دنبال خوردن یا کشتن آنها هستند، می‌شود. به‌طور فرضی، این ویژگی می‌تواند در انسان‌های امروزی به شکل حساسیت بیش از حد برای تشخیص عامل باقی بماند. برخی روان‌شناسی فرگشتی این نظریه را مطرح می‌کنند که «حتی اگر صدایی ناشی از باد باشد، انسان‌های امروزی همچنان تمایل دارند که صدا را به یک عامل ذی‌شعور نسبت دهند؛ آنها این شخص را الوهیت می‌نامند».
طبق نظر اولریش کونن و همکاران، دین نیز ممکن است در شکل‌گیری انسجام گروهی نقش داشته باشد. همان‌طور که مغز انسان تکامل یافت، افزایش ظرفیت شناختی انسان را قادر ساخت تا به دلیل افزایش محاسبات شناختی، سازماندهی و قدرت زنده ماندن بهتری داشته باشند. نسبت نئوکورتکس (حجم ماده خاکستری) مغز انسان در مقایسه با سایر حیوانات بسیار بزرگتر است زیرا تنها ۲ درصد وزن بدن است در حالی که ۲۰ درصد انرژی مصرف شده را مصرف می‌کند. فرضیه هوش ماکیاولیستی توضیح می‌دهد که با مغزهای بزرگ‌تر، انسان‌ها زبان و دیگر اشکال بیان را به عنوان ابزار ارتباطی توسعه دادند. این منجر به اشتراک دانش و منابع، افزایش سازگاری برای اعضای گروه شد. با گذشت زمان، با بزرگ‌تر شدن و پیچیده‌تر شدن گروه‌ها، حفظ نظم اجتماعی به ظرفیت ذهنی بیشتری نیاز داشت.
انسان‌ها بر اساس ایده‌های مشترک عاملیت با یکدیگر ارتباط برقرار می‌کنند. تبادل اطلاعات جمعی به گروه‌ها اجازه می‌داد تا قوانین، نقش‌ها و مناسکی را ایجاد کنند که منجر به پدیده‌های اعمال مذهبی و ماوراء الطبیعه شد. قوانین و نقش‌های مقدس تضمین می‌کرد که همه اعضا نقش داشته باشند و از ساختار سلسله مراتبی پیروی کنند. کسانی که به بقای گروه کمک می‌کردند، پاداش می‌گرفتند. همان‌طور که جاناتان‌هایت در ذهن درستکار استدلال می‌کند، این ساختار عمدتاً مشکل سوارکاران آزاد (کسانی که از تلاش‌های بقای دیگران بهره می‌برند و در ازای آن سهم کمی در هزینه‌ها دارند) را حل می‌کند.
با این حال، تشخیص عامل به تنهایی ممکن است کاتالیزور اولیه برای اعتقاد به عوامل ماوراء طبیعی نبوده باشد. گری و وگنر ادعا می‌کنند که تشخیص عامل احتمالاً «پایه‌ای برای باور انسان به خدا» است، اما «انتساب ساده عاملیت نمی‌تواند به‌طور کامل اعتقاد به خدا را توجیه کند…» زیرا توانایی انسان برای تشکیل یک نظریه ذهن و آنچه آنها به عنوان "نظریه وجودی ذهن" از آن یاد می‌کنند نیز لازم است که "به ما ظرفیت شناختی اولیه برای تصور خدا را بدهد. بر اساس جاستین ال. بارت، داشتن تبیین علمی برای پدیده‌های ذهنی به این معنا نیست که از باور به آنها دست برداریم. «فرض کنید علم یک گزارش قانع کننده برای اینکه چرا فکر می‌کنم همسرم مرا دوست دارد ارائه می‌دهد - آیا باید دیگر باور نکنم که او دوستم دارد؟»

## مرحلهٔ زمان‌بَر، راه‌های فرار سریع و انتقادها
از آنجایی که زمان می‌بَرد تا شخص دربارهٔ این فکر کند که چرا یک محرّک در این مکان حضور دارد، درحالی که واکنش‌نشان دادن به آن سریع‌تر است، برخی از زیست‌شناسان تکاملی این دیدگاه را نقد کرده‌اند که مفروض می‌گیرد فرض عامل هوشمند می‌تواند توانایی فرار از دست مهاجمان را افزایش دهد درحالی که یک فرار سریع می‌تواند تأثیر بیشتری در زنده‌ماندن او داشته باشد. این زیست‌شناسان بیان کرده‌اند که بین واکنش ساده به محرّک‌ها و تفکر دربارهٔ محرّک‌ها (مانند فرار از ردپاهایی خاص یا یک جفت چشم، با واکنشی سریع و بدون حتی یک فرضِ زمان‌بَر برای ارتباط‌دادن این محرّک به یک مهاجم) طبیعتاً باید واکنش ساده به محرّک‌ها انتخاب شود چرا که در این صورت، این موجود، یک مرحله کار کمتری انجام داده و به همان اندازه در زمانش صرفه‌جویی کرده است. در نتیجه این زیست‌شناسان به این نتیجه رسیده‌اند که هیچ سازوکار ذهنی ویژه‌ای برای فرض عامل هوشمند وجود ندارد.

### پاورقی‌ها
1. ↑  An action tendency is recognized by the hypersensitive agency detection.
2. ↑  After recognition of the action, attribution of the agent is considered to understand the agent’s beliefs, desires, and intentions.